# Lycée Blaise-Pascal (Abidjan)
Pour les articles homonymes, voir Lycée Blaise-Pascal.
Le lycée français Blaise-Pascal est un établissement français d’Abidjan,  (Côte d'Ivoire) appartenant au réseau de l'Agence pour l'enseignement français à l'étranger (AEFE) et situé dans le quartier de Riviera 3, sur la commune de Cocody. Ouvert le 3 novembre 1981, il est baptisé du nom de Blaise Pascal en 1983, date du passage des premières épreuves du baccalauréat français en Côte d’Ivoire.

## Situation
Il se situe dans le quartier de la Riviera (qui se décline en Riviera 1, 2 et 3), qui est à l'origine une extension de Cocody, mais est désormais devenu un quartier à part entière.

## Historique
En 2004, cet établissement de 1 600 places accueillait un peu moins de 1 000 élèves.
À l’occasion des événements de novembre 2004, il a fait l’objet de destructions importantes dans un contexte de fort ressentiment anti-français : à la suite de l'appel du 6 novembre 2004, l'établissement a été pris pour cible par des jeunes patriotes qui ont vu en lui un des symboles les plus criants de la présence française en Côte d’Ivoire, tout en offrant une cible plus facile que le consulat ou l’ambassade de France.
Après quatre ans de fermeture, il a rouvert ses portes à la rentrée scolaire 2008, et a été inauguré le 5 mai 2009 par Alain Joyandet, secrétaire d'état à la coopération et à la francophonie.
Le lycée accueille des enfants de toutes nationalités et dispense un enseignement conforme aux programmes et aux exigences de l'Éducation nationale française. Il suit donc en matière d'enseignement et de calendrier scolaire les règles applicables aux établissements publics français. Il dispense un enseignement laïc, indépendant de toute emprise politique, économique, religieuse et idéologique, dans le respect de la diversité des opinions et des croyances.